# KOI-410 b
KOI-410 b (2MASS J19285952+4041457 b, KIC 5449777 b, UCAC2 46010310 b, UCAC3 262-164072 b) — кандидат в экзопланеты, открытый в 2011 году у звезды KOI-410 в созвездии Лебедя.
Экзопланета KOI-410 b была открыта космическим телескопом Кеплер в 2011 году, с помощью метода транзитной фотометрии, основанного на наблюдениях за прохождением экзопланеты на фоне звезды.

## Родная звезда
KOI-410 — солнцеподобная звезда, жёлтый карлик с температурой поверхности 5968 °К и радиусом, около 1,117 раз больше солнечного. Находится в созвездии Лебедя. У звезды имеется кандидат в экзопланеты.

## Каталоги
- 2MASS=19285952+4041457 (англ.). VizieR Catalogue Service. Архивировано 18 октября 2013 года.
- KOI-410 (англ.). SIMBAD. Архивировано 18 октября 2013 года.
- KOI-410 b (англ.). Ames Research Center. (недоступная ссылка)
- KOI-410 (англ.). NASA Exoplanet Archive.
- KOI-410b (англ.). Open Exoplanet Catalogue. Архивировано из оригинала 16 октября 2013 года.
- KOI-410 b (англ.). Exoplanet.eu. Архивировано 19 октября 2013 года.